# Annibale Ferrero
Annibale Ferrero, född 8 december 1839 i Turin, död 7 augusti 1902 i Rom, var en italiensk officer och geodet.

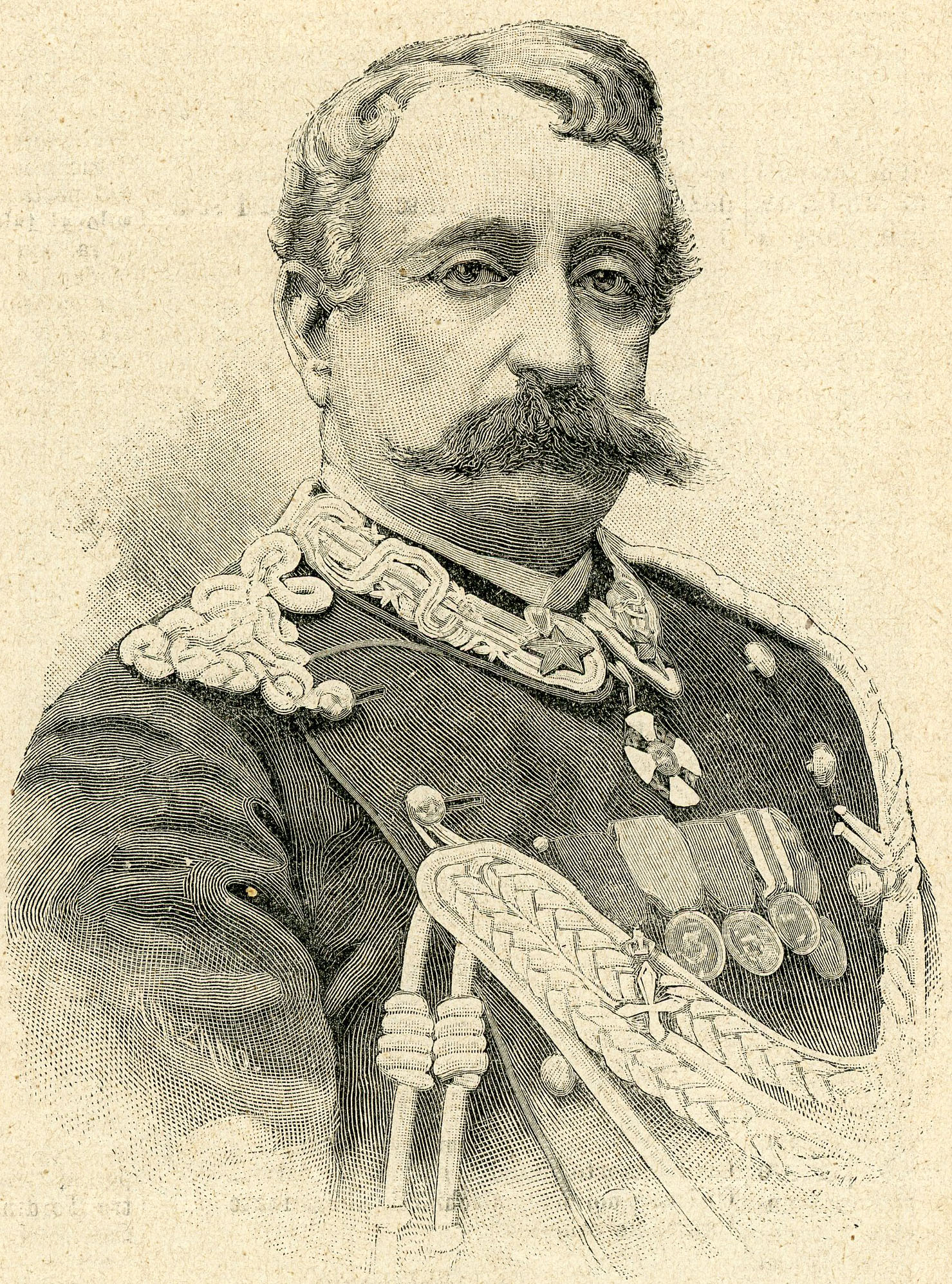
Annibale Ferrero

Ferrero utmärkte sig som generalstabsofficer i tyska enhetskriget 1866, blev major 1871 och anställdes vid det militärgeografiska institutet (Istituto Geografico Militare) i Florens, vars direktör han blev 1885. Han blev 1891 generallöjtnant, 1893 divisionschef, var 1895-98 sändebud i London och blev 1898 armékårschef.
Han hade stor betydelse för Italiens geodetiska uppmätning och utvecklingen av dess kartmaterial och blev 1897 vicepresident för den internationella geodetiska uppmätningen. Från 1892 var han senator i italienska parlamentets första kammare.